# Thierry Gilardi
Pour les articles homonymes, voir Gilardi.
Thierry Gilardi, né le 26 juillet 1958 à Saint-Germain-en-Laye et mort le 25 mars 2008 au Port-Marly, est un journaliste et commentateur sportif français.

## Biographie

### Enfance
Né d'un père directeur de société ayant des origines italiennes et d'une mère basco-béarnaise, Thierry Gilardi a deux frères.
Il pratique le rugby à XV à l'école de rugby de Saint-Germain-en-Laye, sa ville natale.

### Carrière de journaliste sportif
Diplômé de l'Institut d'études politiques de Paris, Thierry Gilardi commence sa carrière de journaliste par un stage en 1982 à France Inter, sous la direction d'Arlette Chabot, où il est finalement embauché. Il travaille ensuite, toujours à France Inter, avec Pierre Loctin et Jacques Vendroux dans l'émission en multiplex des matches de football. Au départ spécialisé dans le rugby à XV, il a dû se spécialiser dans le suivi du football : « Le football, c'est mon métier ; le rugby, c'est ma passion. Quand j'ai commencé dans le métier, les journalistes (sportifs) étaient dirigés directement vers le foot, mais je prends plaisir à couvrir n'importe quel sport ».
Après une année passée au service communication de la Fnac, il arrive sur Canal+ en 1987 où il couvre les grands prix de Formule 1 avec Patrick Tambay. Il commente les matches de football puis se voit confier la présentation des émissions Jour de foot de 1992 à 1995, L'Équipe du dimanche de 1995 à 2002 puis celle de la Ligue des champions, en compagnie de Michel Platini, de 2002 à 2005. Il fait également partie des équipes couvrant les Jeux olympiques d'été de Barcelone (1992), d'Atlanta (1996), de Sydney (2000) et d'Athènes (2004).
Outre ses apparitions à l'antenne, il occupe des fonctions de responsabilités au sein de la rédaction des sports de la chaîne cryptée. Il est ainsi rédacteur en chef de la rubrique football de 1997 à 1999, puis rédacteur en chef du service des sports et directeur de la rédaction des sports de Canal+ de 1999 à 2001.
À partir du 6 septembre 2004, il coprésente avec Stéphanie Renouvin La Matinale de Canal+ (diffusée simultanément sur la chaîne d'info en continu I>Télé) jusqu'en octobre 2004, date de son départ pour TF1.
À partir du 9 janvier 2005, il  présente sur TF1 l'émission dominicale Téléfoot avec la participation de Romain Del Bello. Thierry Gilardi remplace Thierry Roland en tant que commentateur des rencontres de la Ligue des champions, de l'équipe de France. Le premier match qu'il commente sur TF1 est France - Suède le 8 février suivant au Stade de France. 
De septembre 2005 à juin 2006, il coprésente, par ailleurs, LCI matin avec Mélissa Theuriau sur LCI. 
Aux côtés de Jean-Michel Larqué et d'Arsène Wenger, il commente sur TF1 la Coupe du monde de football en 2006. Ses répliques, comme celle sur le but de Franck Ribéry contre l'Espagne (« Vas-y mon petit ! ») ou sa longue tirade sur le coup de tête de Zidane («  Pas ça, Zinédine, pas aujourd’hui, pas maintenant, pas après tout ce que tu as fait Pas ça »), lors de la finale Italie-France passent à la postérité. 
En septembre-octobre 2007, il commente la Coupe du monde de rugby sur TF1 aux côtés de Thierry Lacroix et présente l'émission spéciale Télérugby.
Il prête aussi sa voix de commentateur dans la série de jeux vidéo de football FIFA produits par Electronic Arts.
Le lundi 11 février 2008, il rejoint l'équipe d'On refait le match sur RTL et LCI.
Son dernier match commenté pour TF1 a été le match retour Manchester United-Olympique lyonnais en huitièmes de finale de la Ligue des champions, le mardi 4 mars 2008. Il a présenté sa dernière émission de Téléfoot le dimanche 23 mars 2008 de 11 h 00 à midi en direct sur TF1 (soit 147 émissions au total).

### Décès et hommages
Le lundi 24 mars 2008, après un dîner entre amis, il se plaint d'une douleur dorsale et est victime d'une crise cardiaque vers trois heures du matin dans la nuit de lundi à mardi, à son domicile de Montfort-l'Amaury dans les Yvelines. Sur place, les pompiers tentent de le réanimer, puis le transportent à la clinique du Port-Marly, où son état de santé se dégrade fortement durant la journée ; il meurt le mardi 25 mars 2008 vers 16 h, à la veille d'un match amical de football France - Angleterre, qu'il devait commenter pour TF1. Gros fumeur, il doit sans doute la cause de son décès au détachement d'une plaque d'athérome ayant bouché l'une des artères coronaires.
Un hommage unanime lui est rendu ce jour-là au Stade de France avec la tenue d'une minute de silence, avant le début du match ainsi que le port d'un brassard noir en signe de deuil de la part des joueurs de l'équipe de France et de l'équipe de rugby du Stade français Paris quelques jours plus tard. Après avoir marqué un pénalty lors du match France - Angleterre, Franck Ribéry retira son maillot devant les caméras (ce qui lui valut, selon les règles du football, d'être sanctionné par un carton jaune), découvrant un message écrit sur son tee-shirt, rendant hommage à Thierry Gilardi.

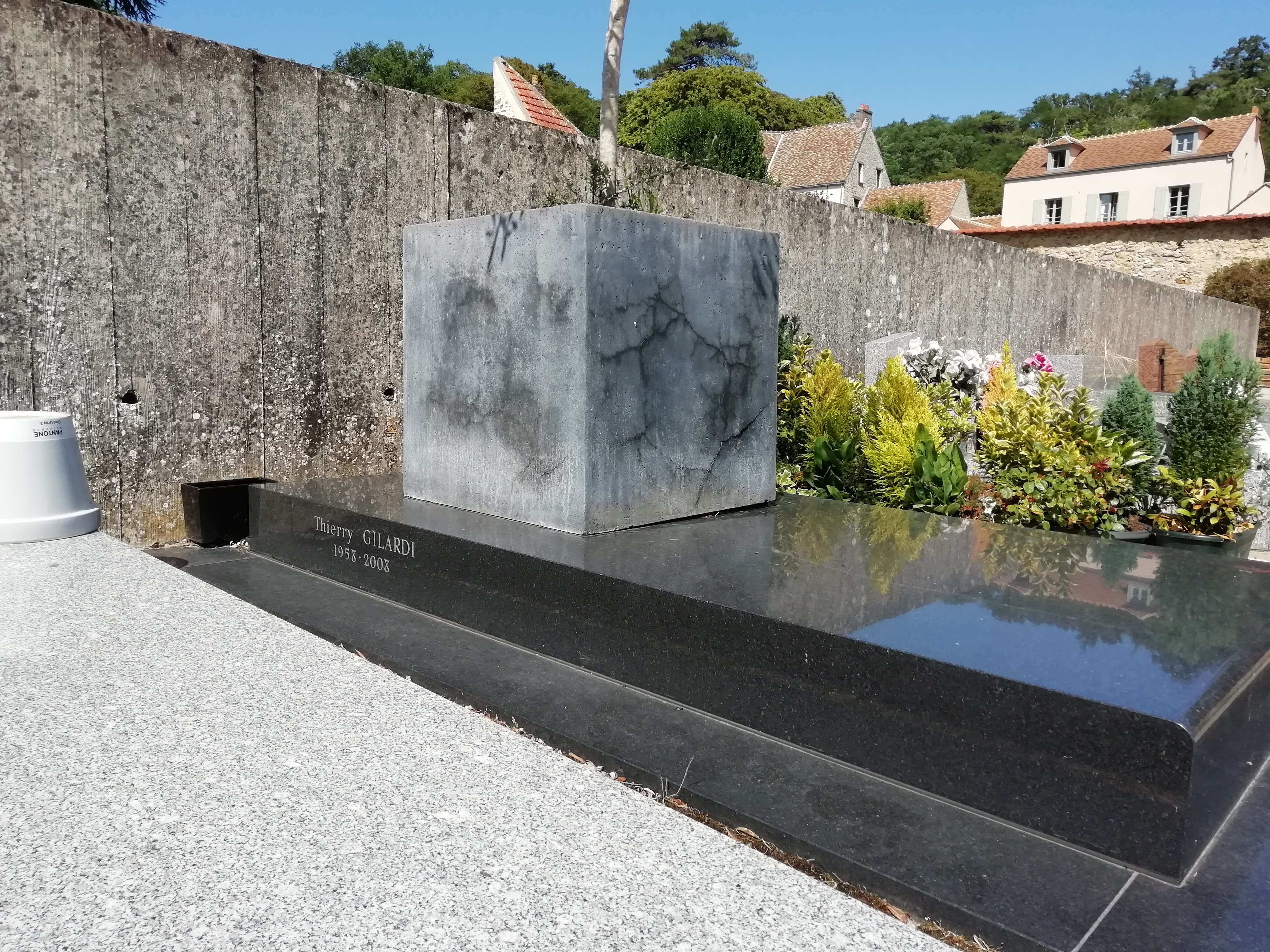
Tombe de Thierry Gilardi au cimetière de Montfort-l'Amaury.

Le mercredi 26 mars 2008, les médias rendent hommage à Thierry Gilardi, notamment TF1, Canal+, France Télévisions, M6, les radios, la presse écrite, et les chaînes d'information en continu. Le patron de TF1, Nonce Paolini, intervient dans le Journal de 13 heures de Jean-Pierre Pernaut, puis dans le 20 heures de Patrick Poivre d'Arvor sur TF1. Le dimanche 30 mars 2008, l'émission Téléfoot en direct sur TF1, rend hommage à Thierry Gilardi. Le lundi 31 mars 2008, ses obsèques ont lieu en présence de nombreuses personnalités du sport et de la télévision. Il est inhumé au cimetière de Montfort-l'Amaury.
TF1 a décidé de renommer le studio où est enregistré Téléfoot « studio Thierry-Gilardi » et le Stade français a décidé de nommer une des tribunes de Jean-Bouin : la tribune Thierry-Gilardi.

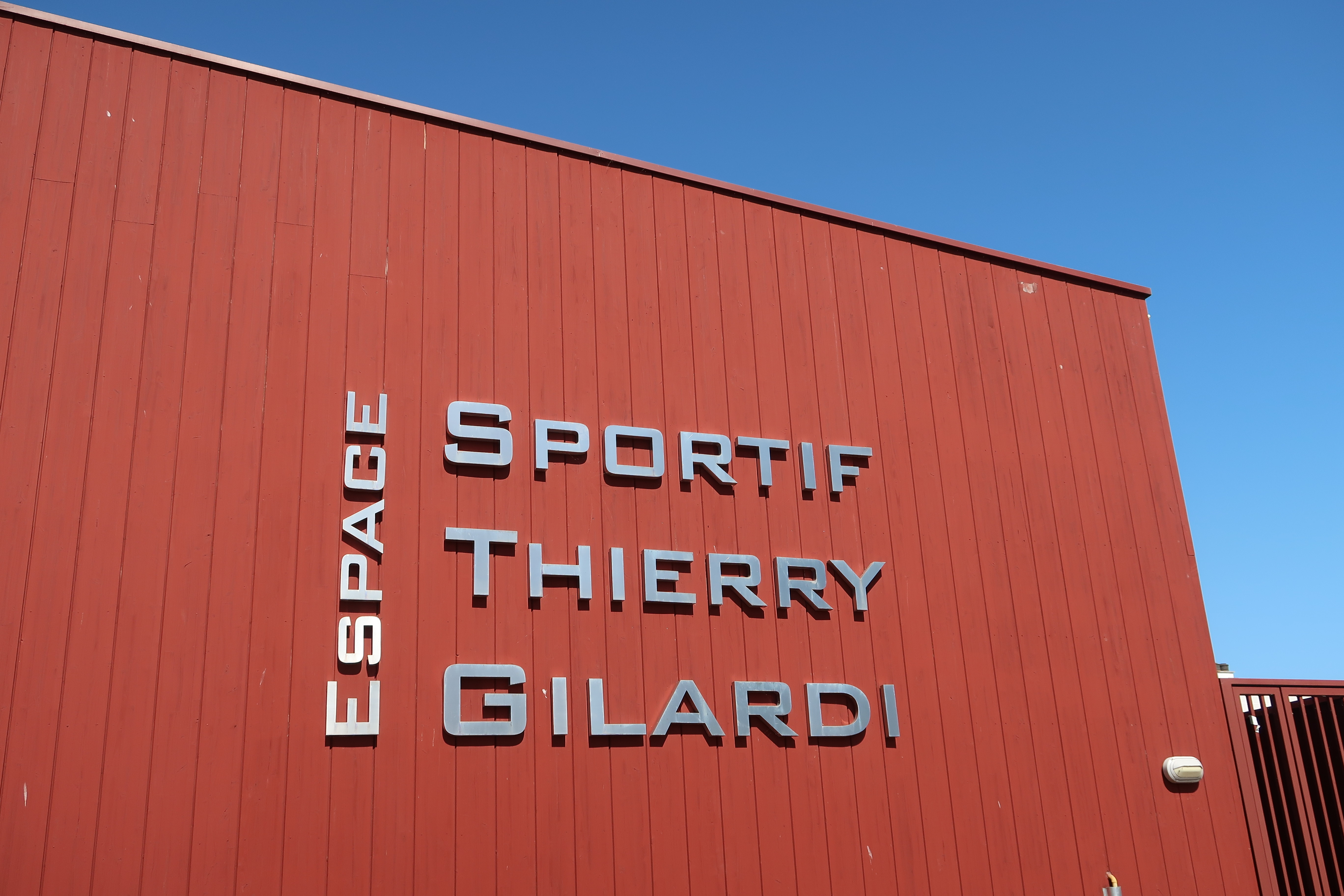
Espace sportif Thierry-Gilardi aux Les Clayes-sous-Bois (Yvelines).

Un gymnase des Clayes-sous-Bois (Yvelines) porte son nom depuis 2011.

### Vie privée
Marié, père de trois enfants, parallèlement à sa carrière de journaliste, Thierry Gilardi préside au début des années 1990 le club de rugby à XV de Saint-Germain-en-Laye avant de laisser sa place à Marcel Martin, ancien président du Biarritz olympique. Il était depuis 1997, vice-président du Stade français.